# Armée du Nord (Bernadotte)
Pour les articles homonymes, voir Armée du Nord.
L'armée du Nord est une des armées conjointes levées par la Sixième Coalition pour combattre l'Empire français de Napoléon. À la conférence de Trachenberg en août 1813, les Alliés décident de créer une force commune rassemblant des troupes de l'armée russe, prussienne et suédoise financées par le Royaume-Uni. Elle est commandée par le prince royal de Suède et ancien maréchal français Jean-Baptiste Bernadotte, devenu suédois sous le nom de Charles Jean. Elle prend part aux opérations de la campagne d'Allemagne de 1813 où elle défend Berlin et contribue à la victoire de Leipzig. Pendant la campagne de 1814, elle mène des opérations aux Pays-Bas, en Belgique et dans le nord de la France, en même temps qu'une guerre locale contre le Danemark. Elle se dissout après l'abdication de Napoléon.

## Contexte

### Basculement des alliances

Charles XIII de Suède (à g.) recevant Bernadotte (à dr.), aquarelle anonyme, musée de l'Armurerie royale (Stockholm).

Bernadotte, maréchal de Napoléon et son parent par alliance (il est le beau-frère de Joseph Bonaparte), est élu prince héritier de Suède en septembre 1810 sur proposition du roi Charles XIII, vieux et sans enfants. Il devient rapidement populaire dans son nouveau pays et en assure le gouvernement effectif sous le nom de Charles Jean mais ses relations avec Napoléon se dégradent quand celui-ci, en janvier 1812, fait occuper la Poméranie suédoise. La Suède renonce à soutenir Napoléon pendant la campagne de Russie de 1812 et, au contraire, se rapproche de son adversaire Alexandre Ier, empereur de Russie, qui lui promet l'acquisition de la Norvège, alors unie au royaume de Danemark. Le 30 août 1812, le prince Charles Jean et l'empereur Alexandre se rencontrent à Åbo en Finlande, en présence de l'ambassadeur britannique William Cathcart, et conviennent d'une entente secrète contre Napoléon. Outre la promesse de la Norvège, le prince royal espère la reconnaissance par les puissances de la Sixième Coalition de son droit de succession. 
Le 3 mars 1813 par le traité d'Örebro, Bernadotte s'allie avec le Royaume-Uni et promet de lever une armée de 30 000 hommes « contre les ennemis communs » : les Britanniques offrent à la Suède un subside d'un million de livres sterling ainsi que l'île de la Guadeloupe. Le royaume de Prusse, qui a déclaré la guerre à la France le 17 mars, conclut aussi une alliance avec la Suède le 22 avril 1813.

### Préparatifs

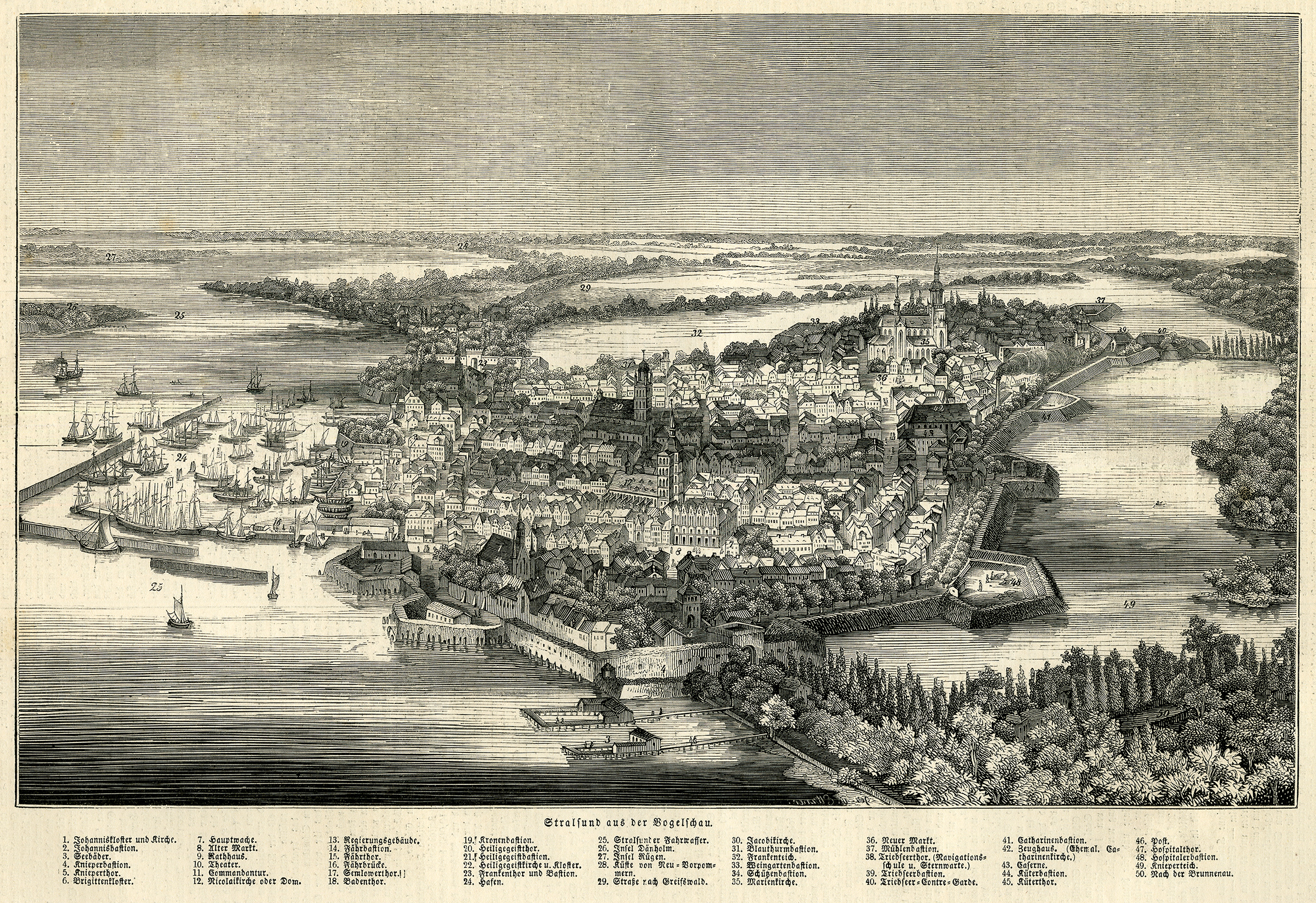
Stralsund, capitale de la Poméranie suédoise et base de l'armée du Nord, gravure allemande, Illustrirte Zeitung, 1851.

Fantassin suédoise, gravure de Adolf Ulrik Schützercrantz, s.d.

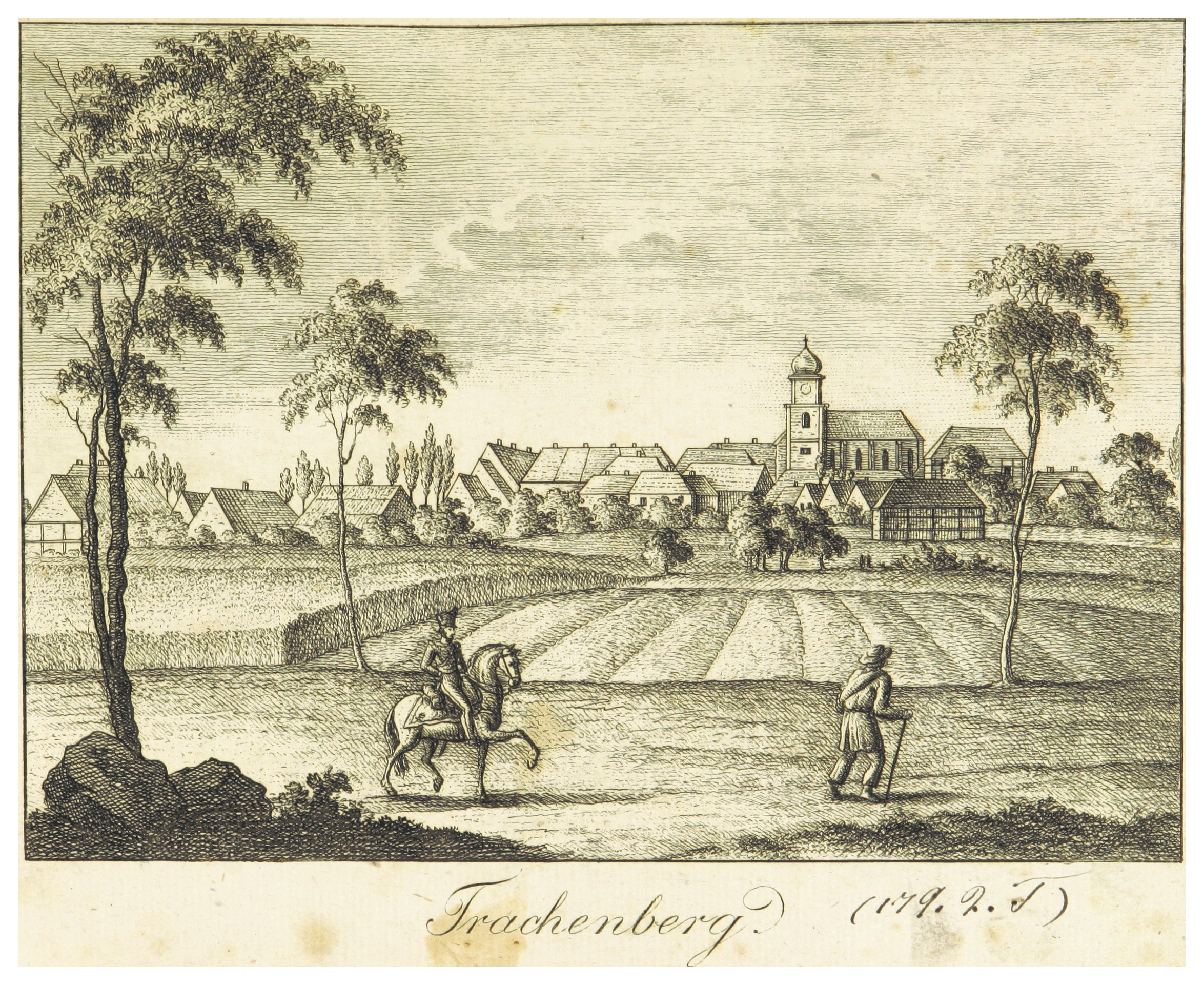
La ville de Trachenberg, gravure allemande de Ch. Fischer et C. Stuckart, 1819.

Fin mars 1813, l'armée suédoise reprend possession sans combat de la Poméranie suédoise. Le 17 mai, Charles Jean débarque à Stralsund pour prendre la tête de ses troupes ; cependant, il n'est pas encore prêt à déclarer la guerre à la France et il ordonne le retrait du général suédois Georg Carl von Döbeln qui avait brièvement occupé Hambourg le 20 mai. La guerre en Allemagne s'avère épuisante pour les belligérants mal remis des guerres précédentes et, le 4 juin, Napoléon signe avec les coalisés l'armistice de Pleiswitz. Pendant que les deux camps refont leurs forces, les pourparlers vont bon train : en juillet, Charles Jean est invité à la conférence de Trachenberg en Silésie entre le tsar Alexandre et le roi de Prusse Frédéric-Guillaume III. Charles Jean, ancien maréchal de Napoléon, est considéré comme le meilleur spécialiste de la stratégie française et c'est en grande partie sur ses conseils qu'est rédigé le « plan de Trachenberg (en) ». L'empire d'Autriche, officiellement neutre, fait savoir qu'il est prêt à se joindre à la coalition : il est possible de réunir 500 000 hommes entre la mer Baltique et la Saxe. Ce plan, combiné avec celui proposé par le chef d'état-major autrichien Joseph Radetzky, vise à éviter une bataille générale contre Napoléon, jugé encore trop puissant, mais à chercher des victoires partielles contre ses maréchaux. Le plan de Trachenberg, discuté en présence des généraux Barclay de Tolly, Wittgenstein, Blücher, Bülow, Wintzingerode et Pozzo di Borgo, prévoit les dispositions suivantes : 

« L'armée du prince royal de Suède, laissant un camp de 15,000 à 20,000 hommes, suivra l'ennemi vers l'Elbe contre les Danois et les Français, en observation de Lubeck et de Hambourg, se rassemblera avec une force à peu près de 70,000 hommes dans les environs de Trauenbrutzen, pour se montrer au moment de l'expiration de l'armistice vers l'Elbe, et passera ce fleuve de suite entre Torgau et Magdebourg, en se dirigeant de suite sur Leipzig. »

Les trois armées du Nord, commandée par Bernadotte, de Silésie, sous commandement prussien, et de Bohême, sous commandement autrichien, doivent se soutenir mutuellement, chacune se tenant prête à couper les arrières de Napoléon s'il marchait contre l'autre. L'état-major de l'armée du Nord est accompagné par trois commissaires diplomatiques : Pozzo di Borgo pour la Russie, Charles Vane-Stewart pour le Royaume-Uni et Nicolas-Charles de Vincent pour l'Autriche.

Bernadotte, qui établit son commandement à Stralsund avant de le transférer à Potsdam le 16 août, envoie ses instructions à ses chefs de corps : les Suédois Curt von Stedingk, nommé chef de l'armée suédoise avec Adlercreutz comme chef d'état-major, et Vegesack (de) ; les Russes Vorontsov et Wallmoden ; les Prussiens Tauentzien et Bülow. À Stralsund, Bernadotte reçoit la visite d'un ancien compagnon d'armes : Jean Victor Marie Moreau, général de la République devenu opposant à Napoléon, exilé et finalement conseiller du tsar Alexandre. Bernadotte lui expose son plan de campagne fortement marqué de calculs politiques : 

« "Je ne m'exposerai pas à ces coups de massue qui ont si souvent réussi à Napoléon, mais je le fatiguerai à force de manœuvres, je lui ferai une guerre de méthode et de lenteur ; j'organiserai une espèce d'insurrection armée sur ses flancs et ses communications, qui se repliera quand il voudra frapper, qui regagnera le terrain lorsqu'il s'éloignera, qui s'alimentera de ses propres ressources tandis que lui, éloigné des siennes, consumera ses soldats dans des combats partiels." - "Et si vous ne gagnez pas ?" dit Moreau. - "Alors, j'aurai ma ligne de retraite par la Poméranie que je me suis ménagée. C'est comme prince suédois que je dois garder ma ligne de Stralsund ; car, triomphant ou battu, elle me réserve le chemin du Danemark. C'est là qu'il me faut chercher la Norvège." (…) [Moreau conclut :] "Je vous dois la vérité, je pense que vous serez battu. »

L'œil de Londres et celui de Saint-Pétersbourg
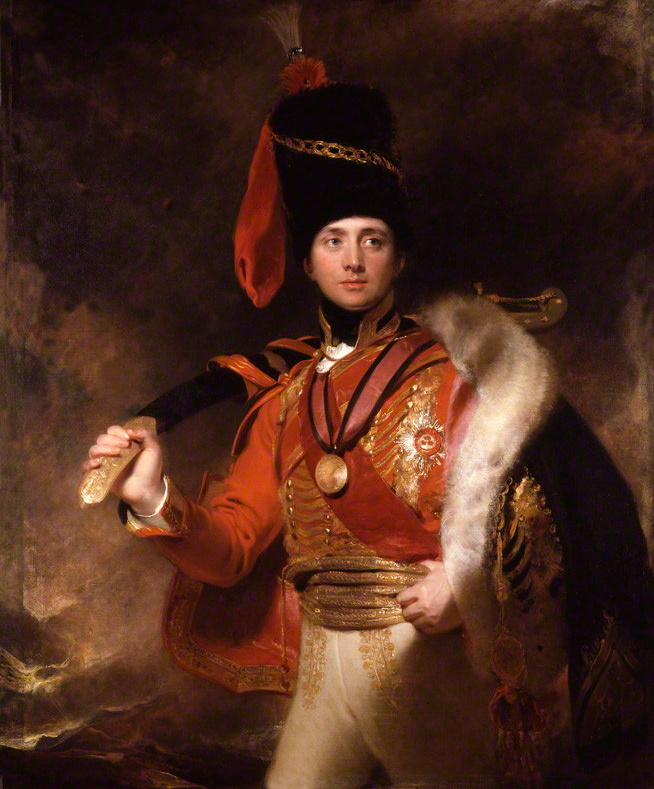
Charles Vane-Stewart, toile de Thomas Lawrence, 1812
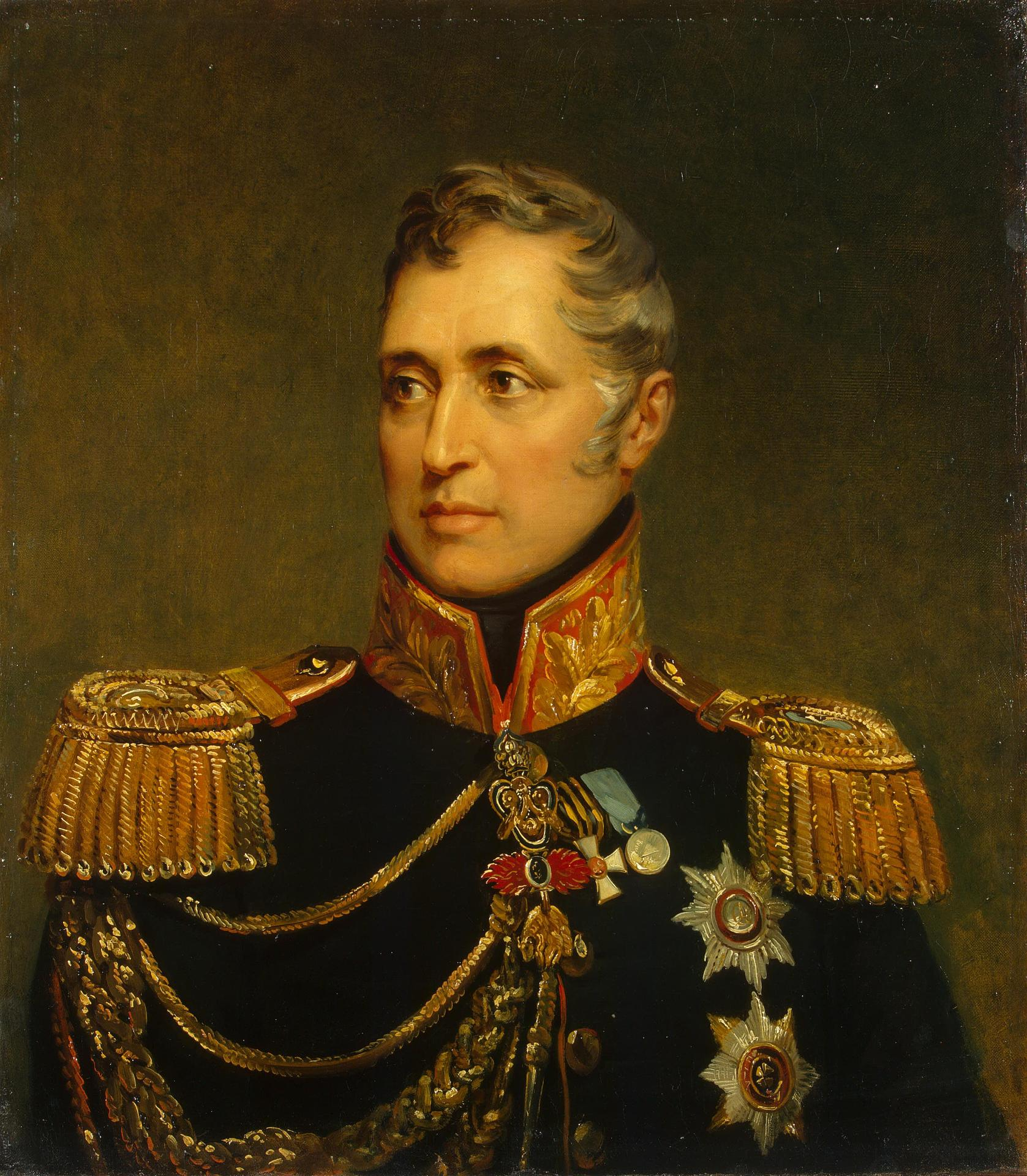
Charles André Pozzo di Borgo, toile de George Dawe, v. 1823-1825

## Entrée en campagne
Juste avant la rupture de l'armistice, le 11 août 1813, le commandement de la principale armée coalisée, dite armée de Bohême, est confié au feldmarschall Schwarzenberg, chef de l'armée autrichienne, avec 200 000 hommes ; le général prussien Blücher commande l'armée de Silésie avec 100 000 hommes, et Charles Jean reçoit le commandement d'une « armée combinée du Nord » composée de Russes, Prussiens, Suédois, avec un petit contingent de l'armée britannique (en).
Le 15 août 1813, veille de la reprise des hostilités, Bernadotte lance une proclamation aux différentes nations qui composent son armée, où le prince royal de Suède retrouve les accents des soldats de l'an II :

« Soldats ! Appelé par la confiance de mon roi et par celle des souverains ses alliés à vous guider dans la carrière qui va se rouvrir, je me repose pour le succès de nos armes sur la protection divine, sur la justice de notre cause, sur notre valeur et votre persévérance (…) Dès cet instant, vous avez été appelés des bords du Volga, des rives du Don, des côtes britanniques et des montagnes du Nord, pour vous unir aux soldats allemands qui défendent la cause de l'Europe (…) Soldats ! C'est donc aux armes qu'il faut avoir recours pour conquérir le repos et l'indépendance. Imitez les Français de 1792. L'ennemi était sur leur territoire ; ils s'unirent pour le combattre. Qu'aujourd'hui, un sentiment pareil vous anime contre celui qui, après avoir envahi le sol qui vous a vus naître, enchaîne encore vos frères, vos femmes et vos enfants. »

### Composition en 1813
À l'automne 1813, l'armée du Nord compte 72 000 fantassins et 10 500  cavaliers répartis comme suit :
- 3e corps prussien (Bülow) : 25 000 fantassins et 4 000 cavaliers
- 4e corps prussien (Tauentzien) : 15 000 fantassins et 1 500 cavaliers
- Corps suédois (Stedingk) : 18 000 fantassins et 2 000 cavaliers
- corps russe (Wintzingerode) : 14 000 fantassins et 3 000 cavaliers[14]

En outre, le corps russe de Levin August von Bennigsen, comptant 25 000 fantassins et 5 000 cavaliers, est rattaché à l'armée du Nord à partir de la bataille de Leipzig.
Ludwig von Wallmoden et ses 27 000 hommes qui font face à Hambourg sont aussi sous l'autorité de Bernadotte.

Unités de l'armée du Nord en 1813 (Richard Knötel, 1890)
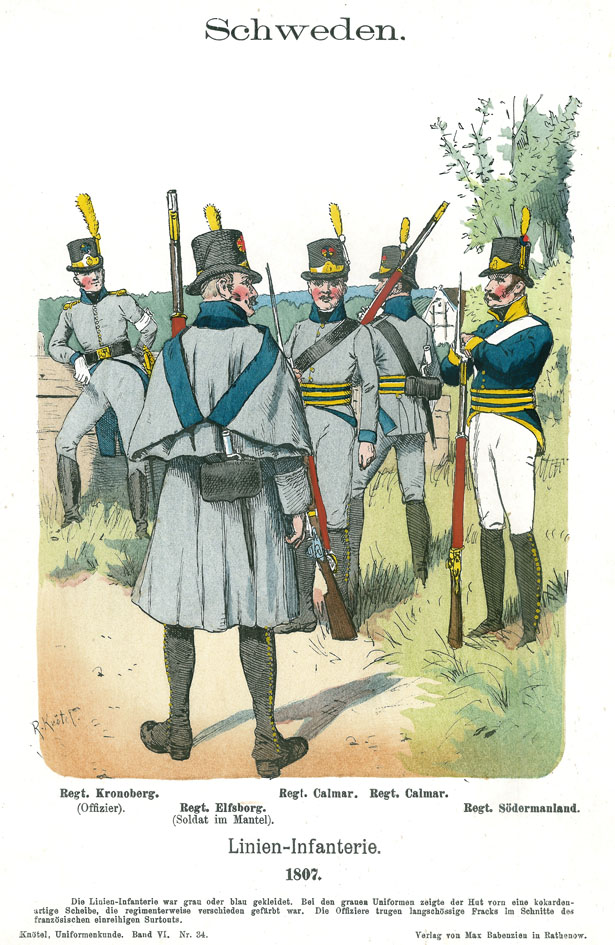
Infanterie suédoise en 1813
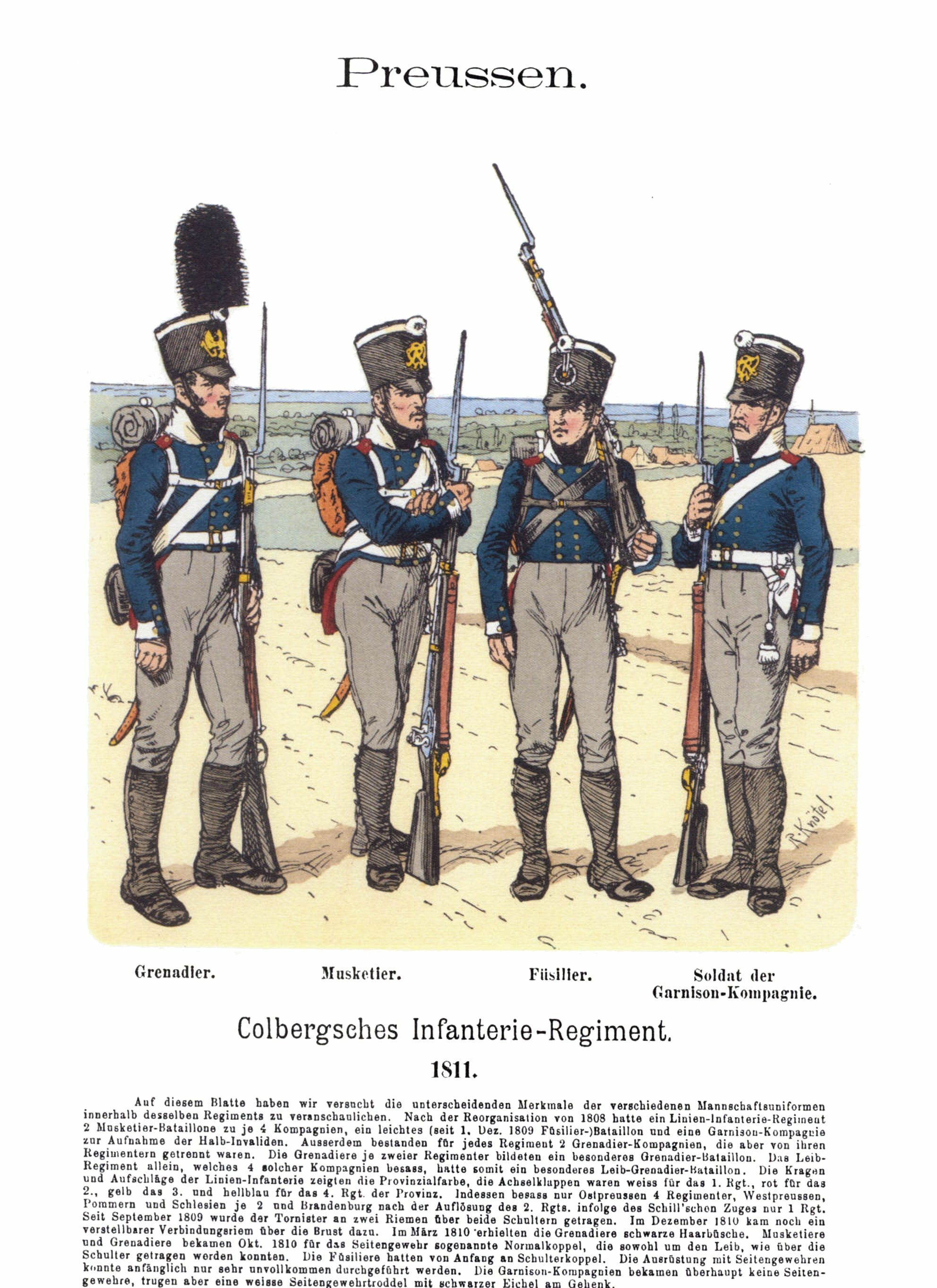
Grenadiers du régiment de Colberg, unité prussienne de l'armée du Nord
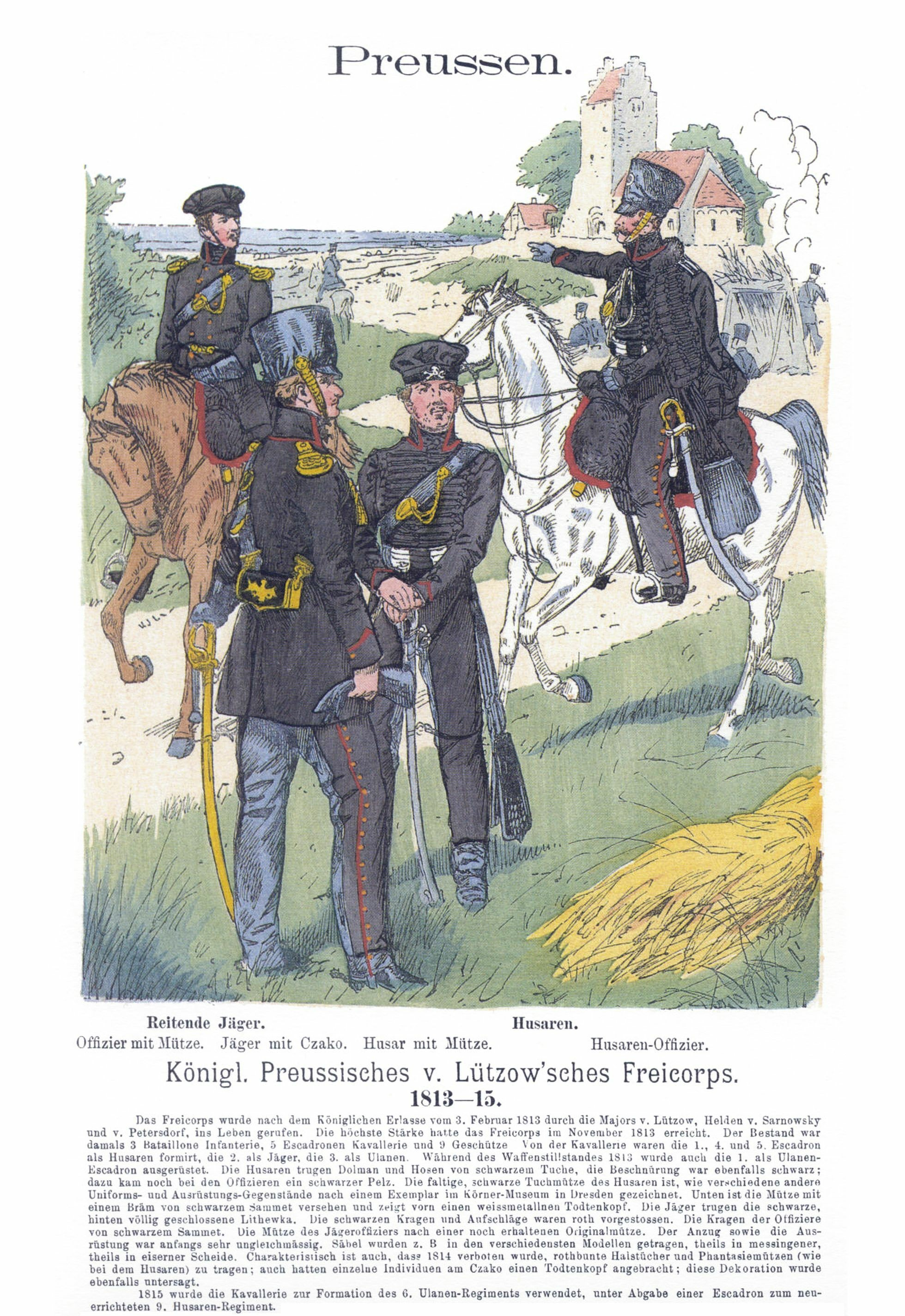
Volontaires du corps franc Lützow
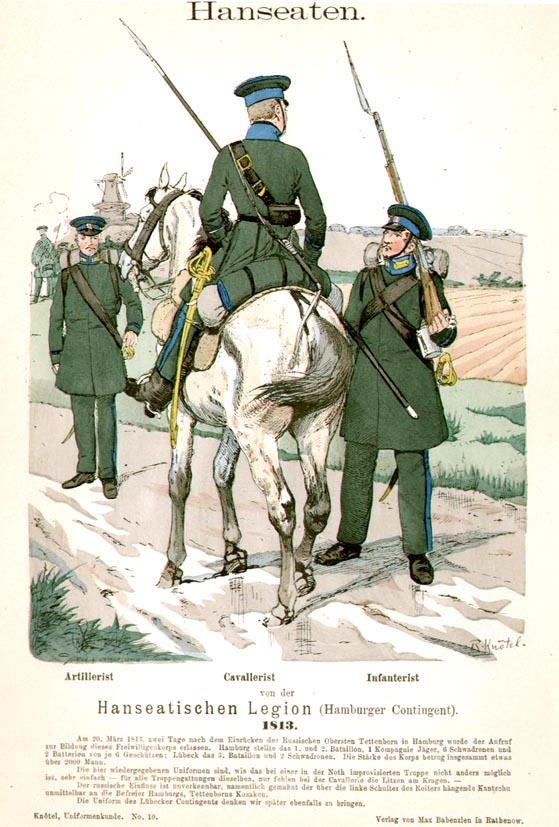
Légion hanséatique, contingent de Hambourg
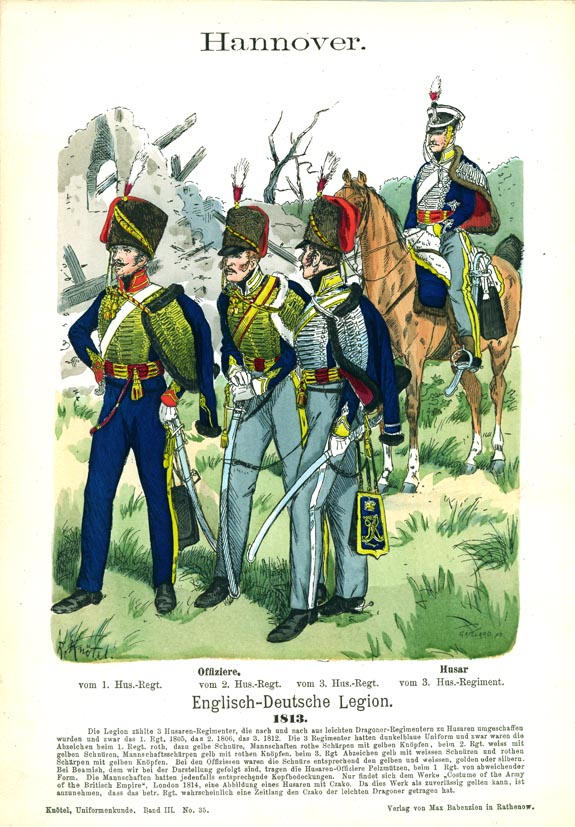
King's German Legion, volontaires allemands de l'armée britannique
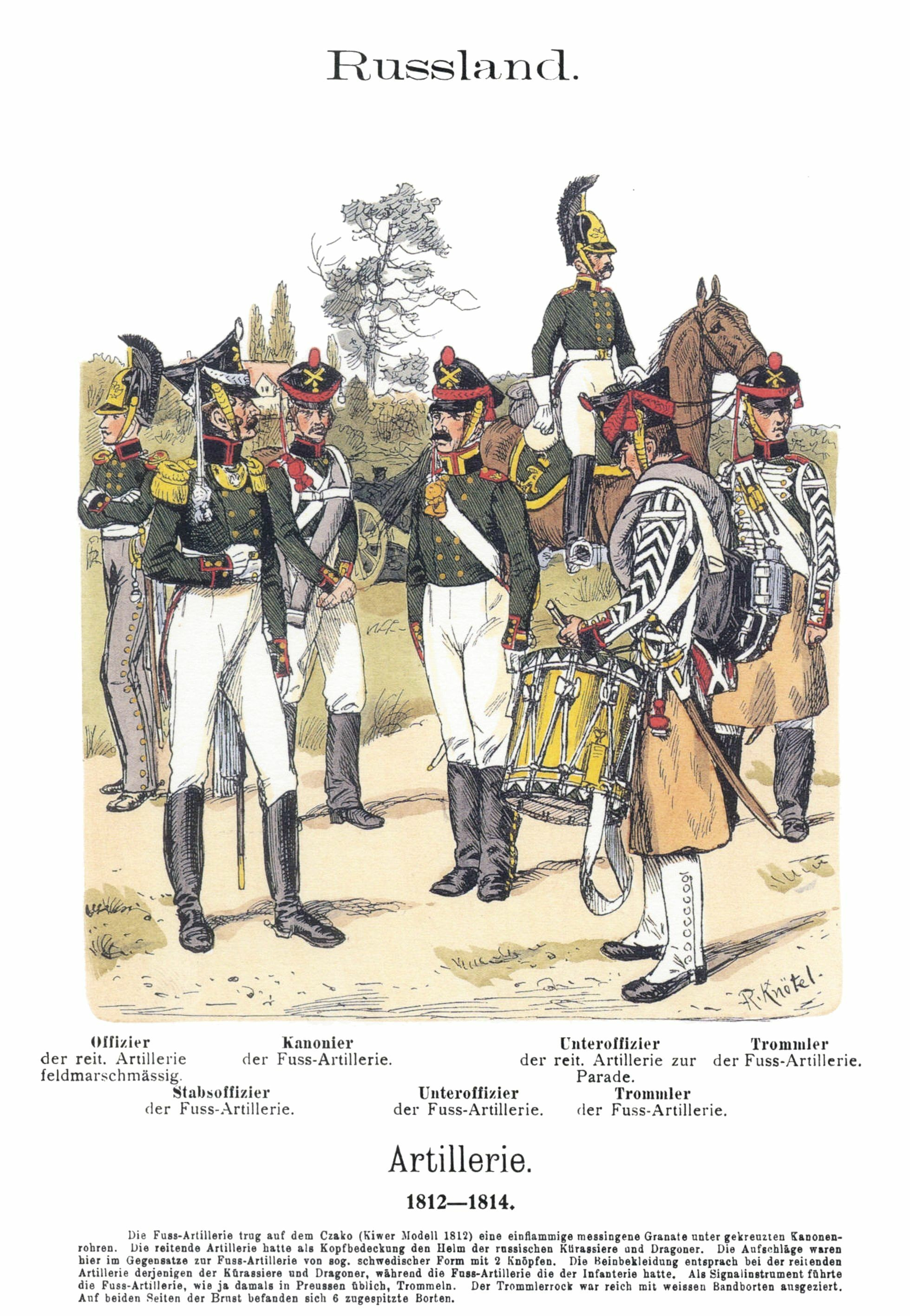
Artillerie russe
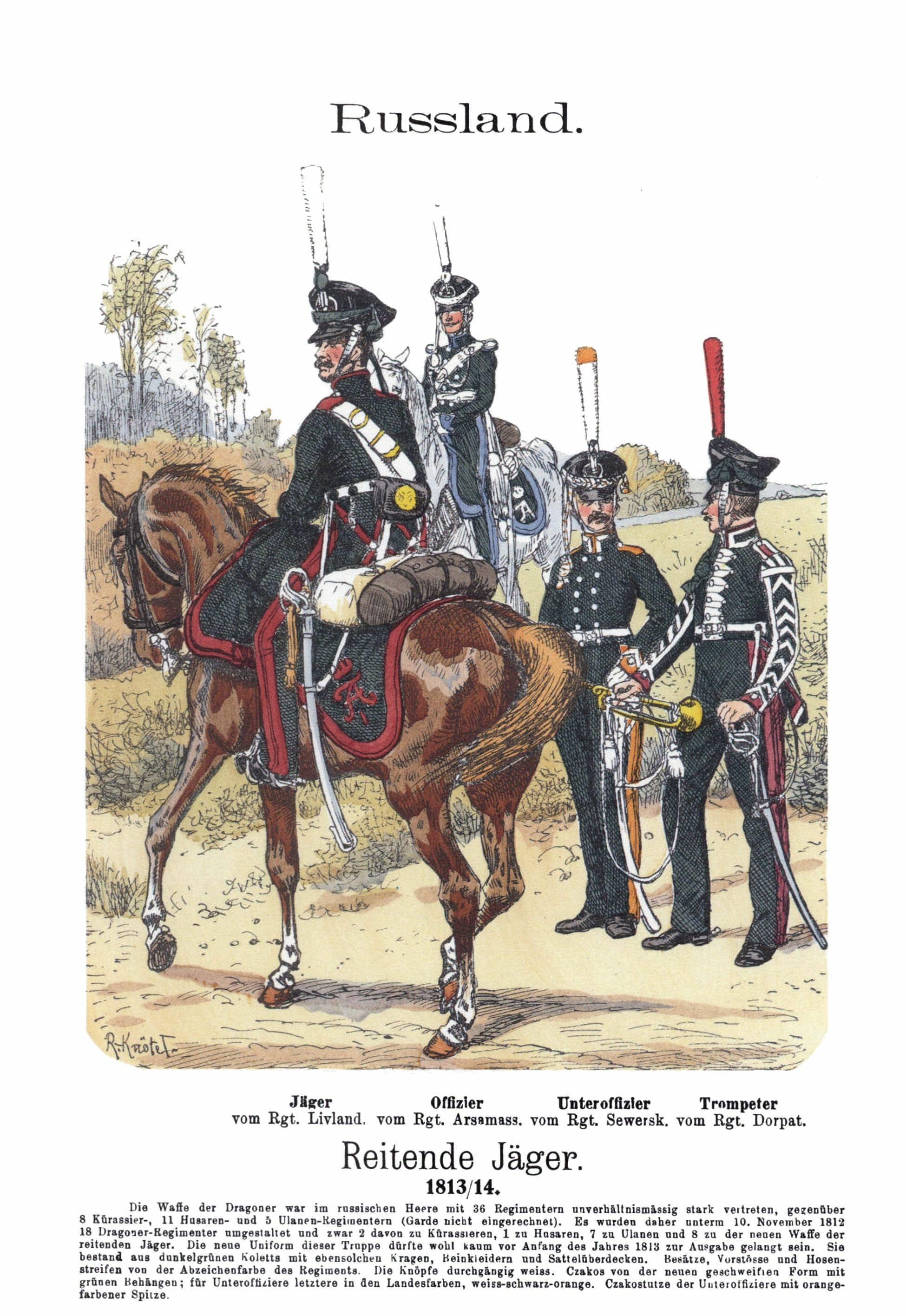
Chasseurs à cheval russes
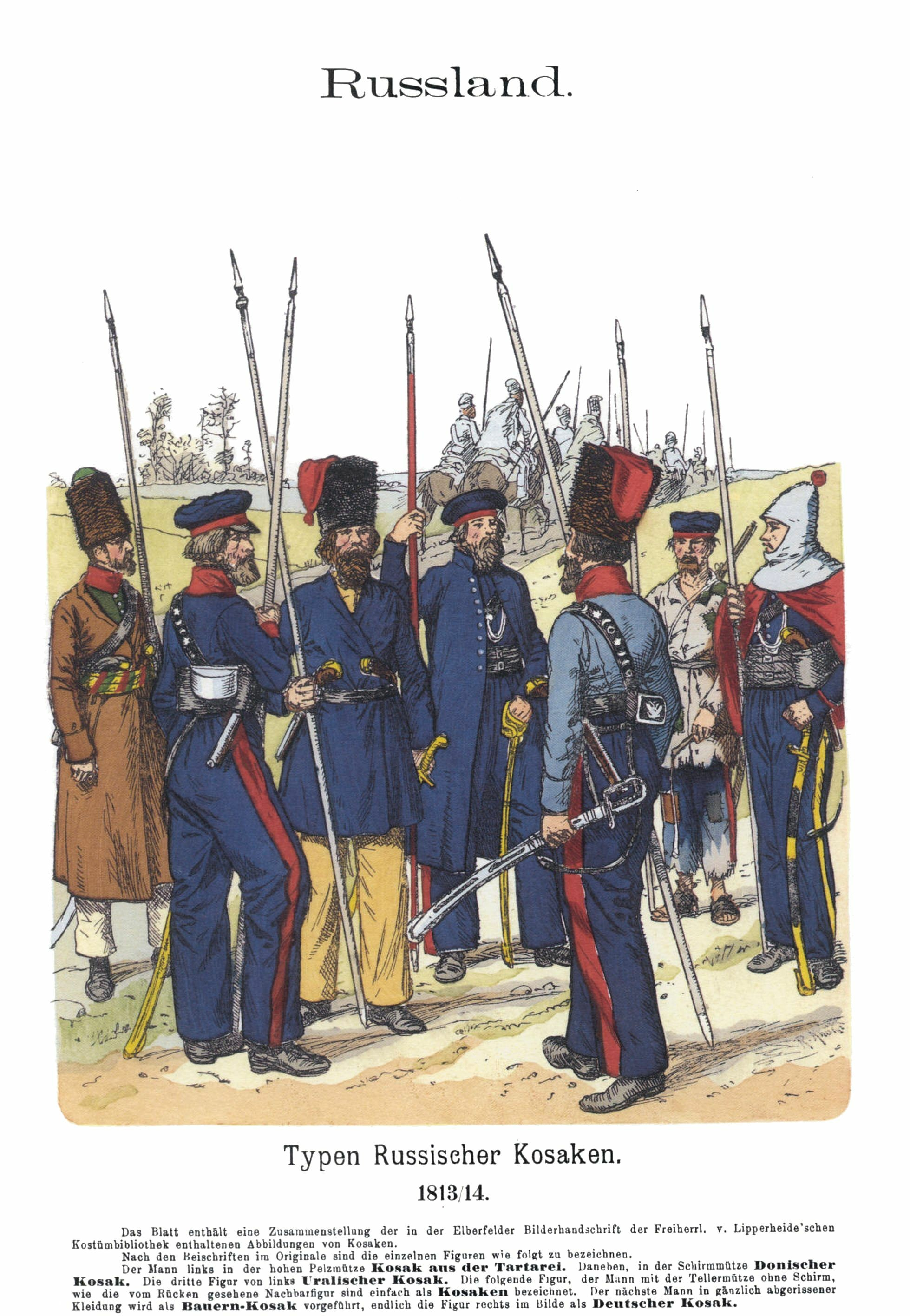
Différents types de cosaques

## Opérations

### Combats en Allemagne du Nord

Combat de Lauenbourg (18 août 1813) et bataille de Gross Beeren (23 août 1813).

Le 17 août, dès l'expiration de l'armistice, l'armée du Nord envoie des escadrons de cavalerie des généraux Orourk (en), Borstell et Thümen pour faire des incursions derrière les lignes françaises ; ils capturent des prisonniers et la caisse d'un régiment, contenant 20 000 francs, et rapportent que les Français du maréchal Oudinot sont concentrés autour de Baruth et prêts à l'offensive ; un détachement de cosaques a pour mission de s'emparer de Napoléon, qu'on dit proche, mais échoue à le trouver car il est déjà parti faire face à l'armée de Silésie. Quelques jours plus tard, les cosaques s'emparent d'un convoi français contenant du matériel et la somme de 700 000 francs.
Les 18 et 19 août 1813, l'avant-garde de Wallmoden, comprenant le corps franc Lützow, subit une défaite à Lauenbourg près de Hambourg contre le 13e corps du maréchal français Davout et doit se replier vers le Mecklembourg. Davout pousse son avantage en poursuivant le corps de Vegesack jusqu'à Wismar. Cependant, un détachement français envoyé vers le sud pour rétablir la liaison avec la garnison encerclée de Magdebourg est défait à la bataille de la Göhrde. Davout n'a plus qu'à se retrancher dans Hambourg d'où il garde le contact avec le Danemark, toujours allié de la France. La cavalerie coalisée intercepte tous ses courriers avec la Grande Armée et la France.

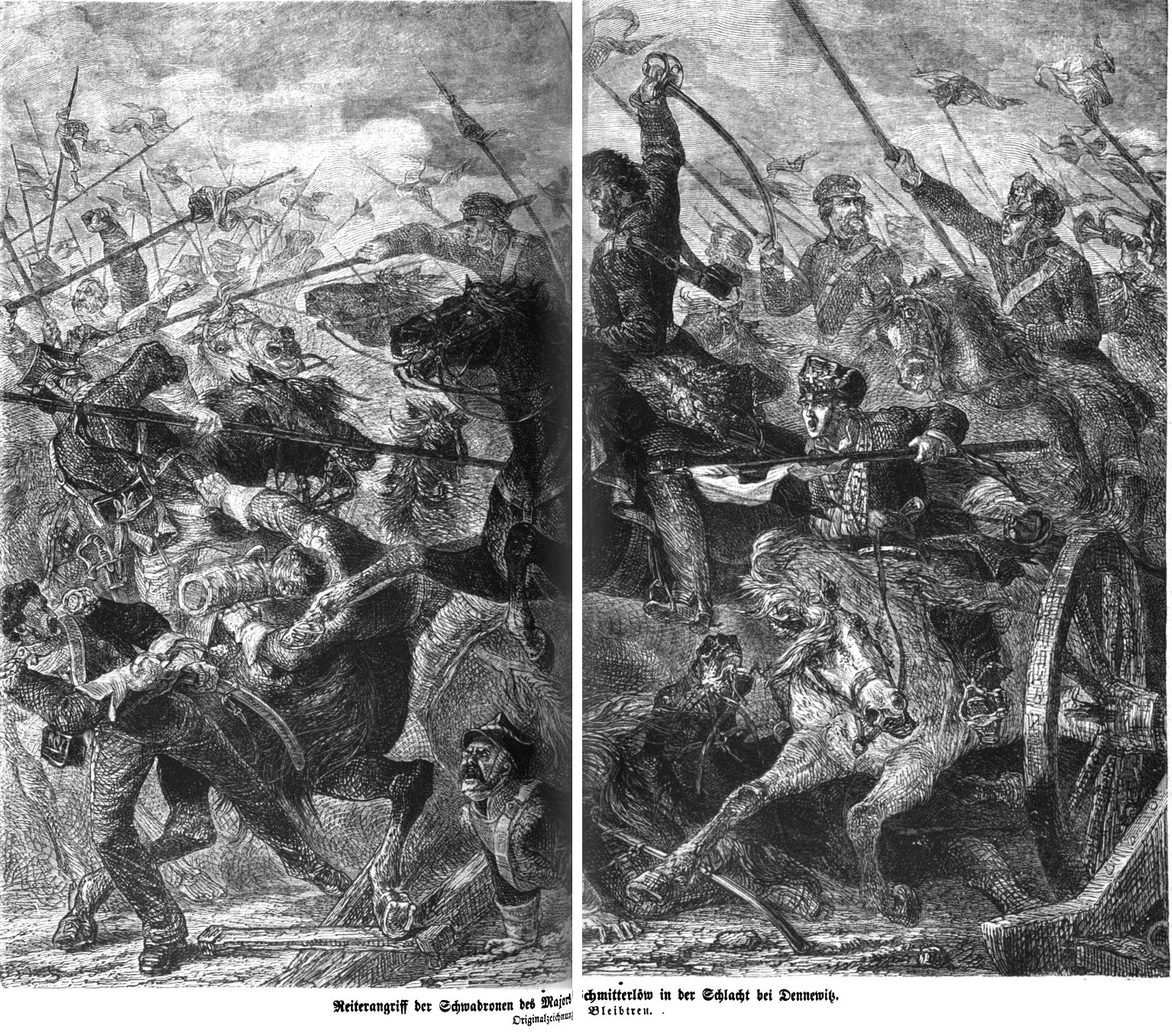
Bataille de Dennewitz, Die Gartenlaube, 1861.

Pendant ce temps, l'armée du Nord, stationnée dans le Brandebourg, doit faire face à l'offensive d'Oudinot vers Berlin. Bernadotte juge dangereux de risquer une bataille mais doit l'accepter sur l'insistance des Prussiens qui ne veulent pas abandonner leur capitale et se disent prêts à se battre seuls au besoin. L'empereur veut punir la Prusse de sa défection : d'après les Mémoires de Marmont, « [Napoléon] voulait que les premiers coups de canon fussent tirés sur Berlin et qu'une vengeance éclatante suivît immédiatement le déclenchement des hostilités ». À la bataille de Gross Beeren (23 août), le corps prussien de  Bülow repousse les Français et leurs alliés saxons ; dans les circonstances du combat, l'armée suédoise a peu donné, ce qui fera dire que Bernadotte a voulu économiser le sang suédois aux dépens de ses alliés. Le 7 septembre, sur ordre de Napoléon, Oudinot repart à l'attaque avec des renforts amenés par le maréchal Michel Ney : ils sont de nouveau battus à la bataille de Dennewitz, les Prussiens fournissant l'effort principal mais avec un important soutien suédois et russe. Ces deux victoires de l'armée du Nord rendent inutile la victoire de Dresde remportée par Napoléon les 26-27 août. 

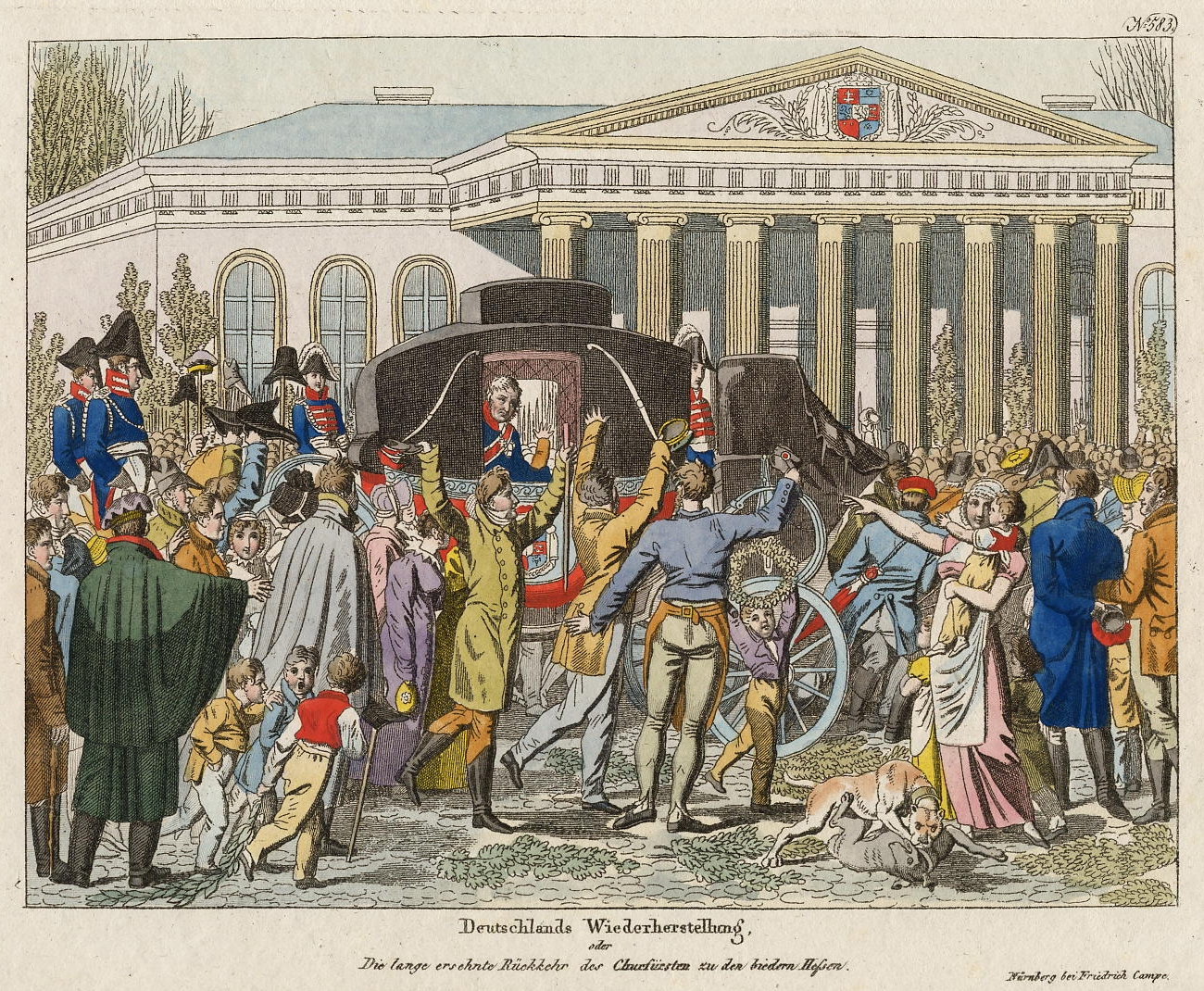
Retour triomphal à Cassel de l'électeur Guillaume IX de Hesse après le départ des troupes françaises en novembre 1813, gravure de Friedrich Campe, 1820.

Les coalisés s'efforcent de provoquer des défections parmi les alliés allemands de Napoléon. Dans la nuit du 22 au 23 août, en Silésie, deux régiments de hussards du royaume de Westphalie, créé par Napoléon qui lui a donné pour roi son frère Jérôme Bonaparte, désertent pour passer aux Autrichiens. Cela donne l'idée au général Alexandre Tchernychev, un des adjoints russes de Bernadotte, de mener un raid sur Cassel, la capitale westphalienne, pour amener les habitants à se soulever. Il passe l'Elbe dans la nuit du 14 au 15 septembre avec 1 200 à 2 300 cavaliers réguliers et cosaques plus 4 à 6 canons, et marche en dissimulant soigneusement son itinéraire ; il fait croire que sa troupe n'est que l'avant-garde d'une armée plus importante. Il atteint la ville dans la nuit du 28 au 29 septembre et y sème une grande confusion, au point que le roi Jérôme doit s'enfuir ; cependant, n'ayant pas d'infanterie pour tenir la ville, Tchernychev l'évacue avec des prisonniers et du butin. Les Français réoccupent la ville du 7 au 26 octobre.
Le 15 octobre, un détachement commandé par Friedrich Karl von Tettenborn, officier allemand au service de la Russie, entre par surprise dans Brême ; le commandant de la garnison française, craignant une révolte des habitants, préfère évacuer la ville ; les soldats suisses de la garnison passent dans les rangs des coalisés.

### Bataille de Leipzig

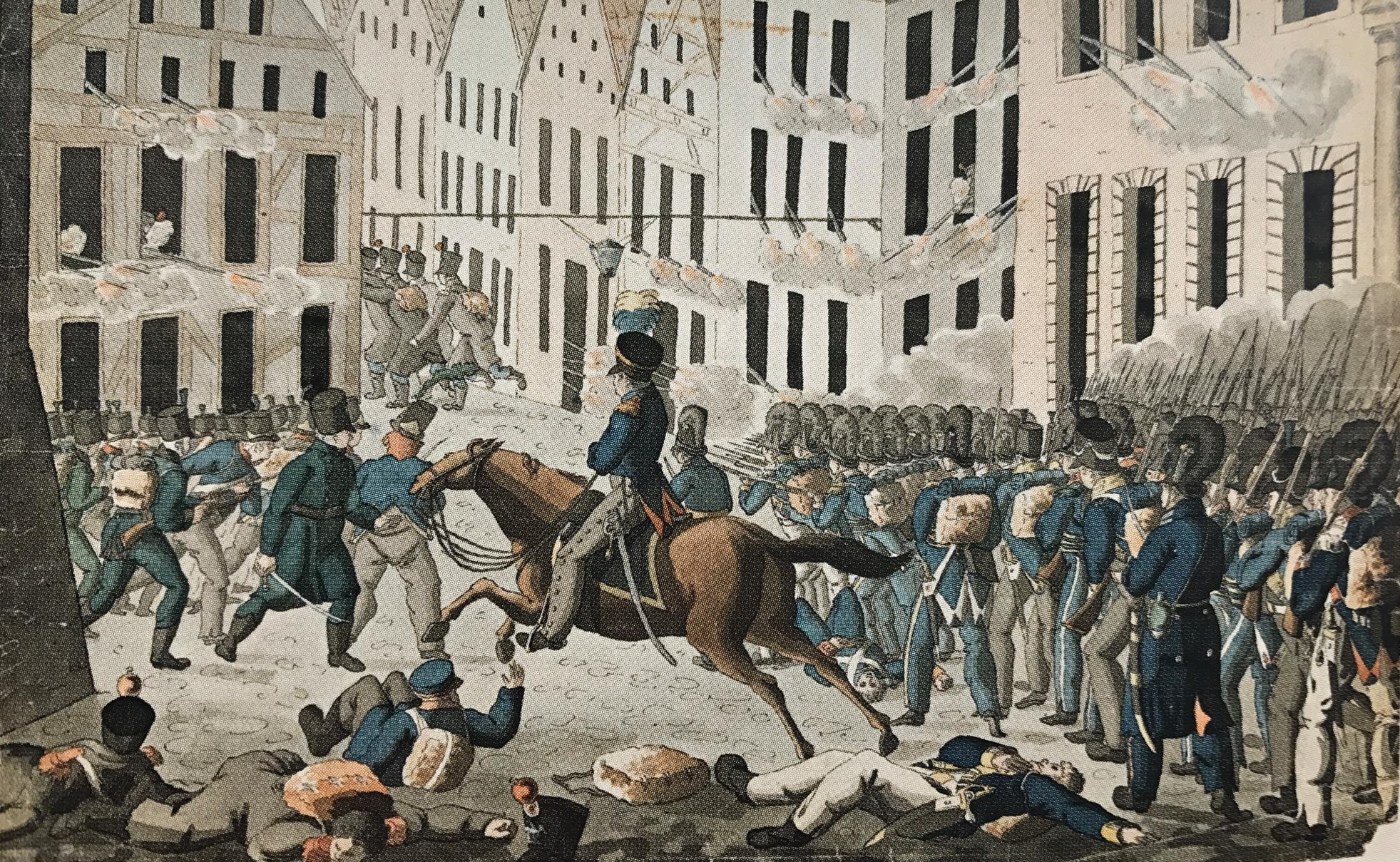
Assaut de l'infanterie suédoise à la bataille de Leipzig, dessin de Carl Johan Ljunggren, 1855.

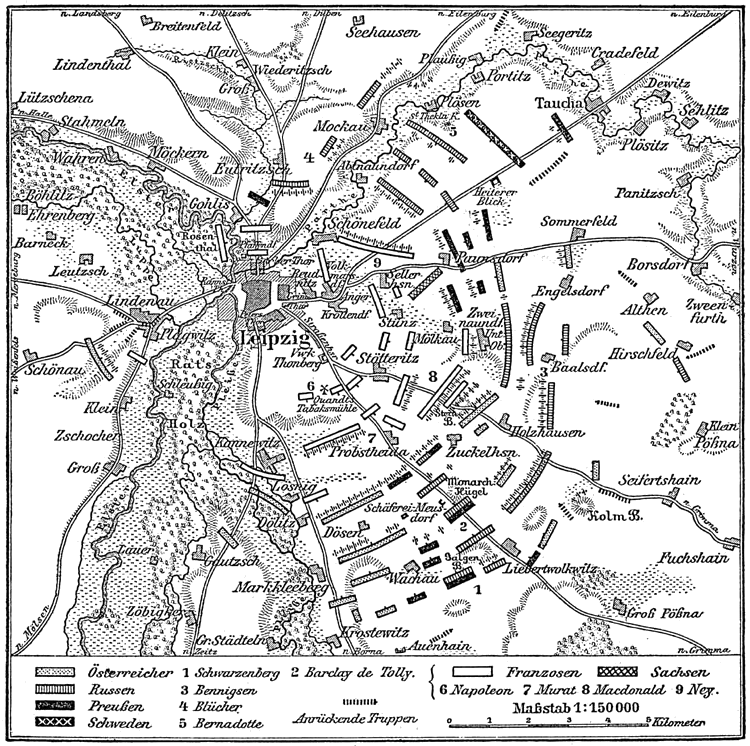
Bataille de Leipzig, journée du 18 octobre : Bernadotte et l'armée du Nord arrivent par le nord-est.

Les armées coalisées convergent vers la Saxe. Napoléon regroupe ses forces autour de Leipzig : comptant sur la lenteur de ses adversaires, il espère les battre séparément avant qu'ils n'aient rassemblé leurs forces. Mais Bernadotte, bien renseigné par la population et par ses reconnaissances, devine ses intentions et met ses troupes en marche vers Leipzig à partir du 12 octobre. La bataille de Leipzig est d'abord à l'avantage de Napoléon qui, les 16 et 17 octobre 2013, tient en échec des forces coalisées supérieures en nombre ; mais, le 18 octobre, l'arrivée à marche forcée des renforts de Bernadotte et Bennigsen fait basculer la bataille. Bernadotte est en première ligne au milieu d'une batterie d'artificiers britanniques tirant des fusées Congreve. Dans l'après-midi, la brigade de Louis-Guillaume de Hesse-Hombourg, bientôt rejointe par le reste du corps de Bülow, aux côtés de la division légère autrichienne de Bubna trouvée sur place, donnent l'assaut au village de Paunsdorf. Les corps de Wintzingerode et Stedingk viennent en renfort du corps russe de Langeron pour l'assaut final contre Schönefeld ; l'artillerie suédoise contribue à bombarder les positions françaises tandis que l'infanterie suédoise reste en réserve.
Une division saxonne qui avait autrefois servi sous les ordres de Bernadotte déserte le camp français en pleine bataille pour passer du côté des coalisés ; cependant, il est douteux que cette rencontre ait été préméditée. La division saxonne commandée par Gustav Xaver Reinhold von Ryssel, comptant 3 000 hommes et 19 canons, retourne aussitôt son artillerie contre les Français.
Le 19 octobre, Napoléon abandonne la bataille et bat en retraite vers le Rhin tandis que l'infanterie suédoise participe à l'attaque contre les derniers retranchements français à Leipzig. Les corps de Bülow et Wintzingerode investissent le secteur est de la ville et en délogent les derniers éléments de troupes françaises, polonaises et badoises.

### Poursuite des Français et combats contre les Danois
L'armée du Nord participe à la poursuite des troupes françaises se repliant vers le Rhin. Le 26 octobre, le roi Jérôme Bonaparte doit évacuer précipitamment Cassel où les Russes de Vorontsov entrent deux jours plus tard. D'autres détachements de l'armée du Nord participent au siège de Torgau, de Wittenberg et de Magdebourg. Le corps de Bennigsen encercle Magdebourg, ceux de Wintzingerode et Saint-Priest occupent le grand-duché de Berg ; Bülow est à Münster le 5 novembre, Bernadotte à Hanovre le 6 novembre .

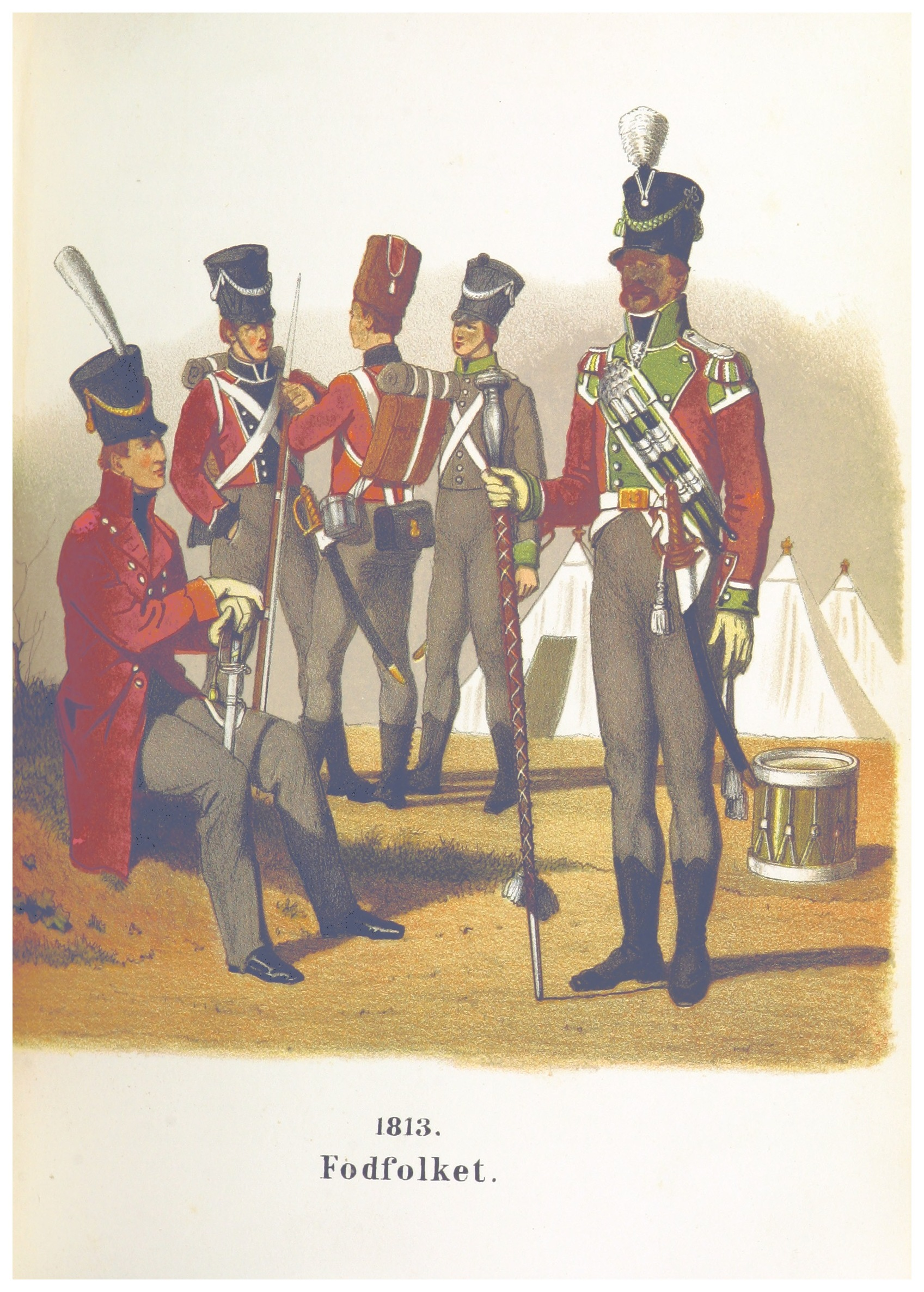
Infanterie danoise en 1813, par Otto Frederik von Vaupell, 1870.

Pendant les semaines suivantes, Bernadotte délaisse la poursuite des Français pour combattre les Danois, toujours alliés de Napoléon. Du 15 novembre au 15 décembre, il mène une série d'opérations autour de Hambourg pour séparer Davout des Danois, oblige ceux-ci à se retirer de Lübeck et, après quelques batailles de faible ampleur, conclut une suspension d'armes qui dure jusqu'au 6 janvier. Cet armistice exclut cependant les garnisons danoises de Glückstadt et Friedrichsort. Cette dernière place (aujourd'hui un quartier de Kiel) se rend le 19 décembre après un jour et une nuit de bombardement ; les Suédois saisissent 101 pièces d'artillerie et 400 à 500 quintaux de poudre. Bernadotte ordonne que la forteresse soit entièrement rasée.
Au début de 1814, l'armée du Nord est partagée entre deux théâtres d'opérations, l'un en Holstein et devant Hambourg, l'autre aux Pays-Bas, certaines unités étant encore en formation ou en route. L'armée suédoise, les corps russes de Vorontsov et Stroganov, le corps mixte de Wallmoden sont au Holstein face aux Danois et au siège de Hambourg face aux Français de Davout. Le corps russe de Bennigsen, qui était au siège de Magdebourg, est envoyé relever devant Hambourg celui de Vorontsov, en route pour les Pays-Bas. Le 4e corps prussien de Tauentzien est chargé des sièges de Magdebourg et Wittenberg. 
L'effectif théorique de l'armée du Nord est de 170 000 hommes dont :
- 3e corps prussien (lieutenant-général Bülow) : 30 000 hommes et 96 canons
- Corps russe (général de cavalerie Wintzingerode) : 30 000 hommes et 123 canons
- 3e corps fédéral (lieutenant-général Charles-Auguste de Saxe-Weimar) : 30 000 hommes et 96 canons
- Corps combiné (lieutenant-général Wallmoden) : 15 000 hommes et 32 canons
- Troupes néerlandaises (Guillaume d'Orange) : 10 000 hommes plus milice
- Troupes britanniques (Thomas Graham) : 9 000 hommes
- Corps suédois (maréchal Stedingk) : 23 000 hommes et 62 canons
- 2e corps fédéral (Frédéric-Guillaume de Brunswick-Wolfenbüttel) : 32 900 hommes et 64 canons[33].

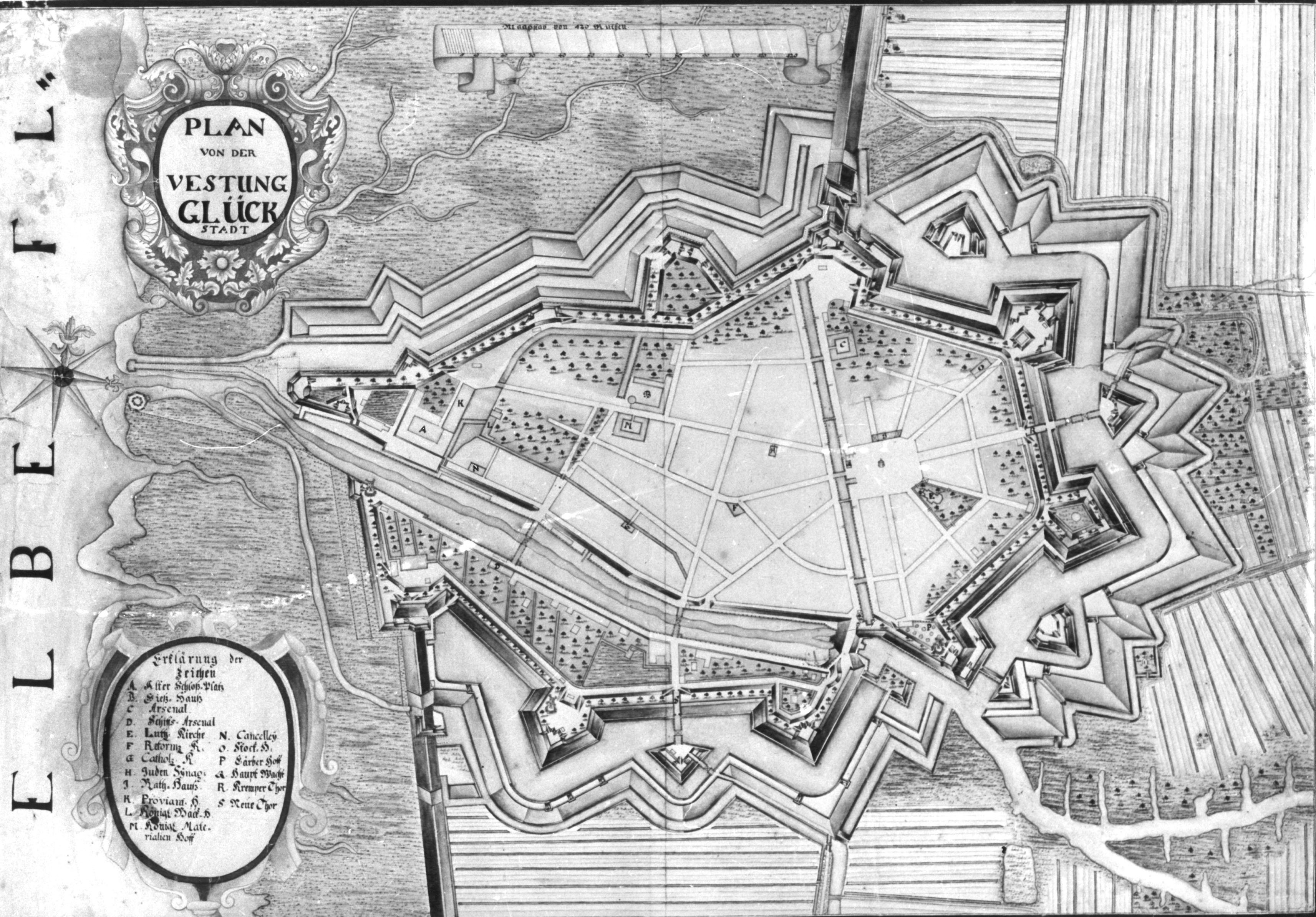
La forteresse de Glückstadt, plan du XVIIIe s.

Le 2e corps fédéral est composé des troupes du Hanovre et du Brunswick qui sont en voie de reconstitution au sortir de l'occupation napoléonienne : elles ne seront sur pied qu'après la fin de la campagne. 
Glückstadt, forteresse danoise à l'embouchure de l'Elbe, résiste encore aux assiégeants commandés par le général prussien Gustav Boye af Gennäs (de) ; une flottille britannique commandée par Arthur Farquhar (en) bombarde la place du côté de la mer. Après une dernière tentative de sortie, la garnison capitule le 5 janvier 1814 : elle obtient la permission de rentrer au Danemark contre la promesse de ne plus combattre pendant un an et un jour ; les vainqueurs saisissent 325 pièces d'artillerie. L'armistice étant expiré le 6 janvier, le corps de Bennigsen entre dans le Schleswig sans combat ; le gouvernement danois fait savoir qu'il est prêt à négocier la paix.
Le 14 janvier 1814, le Danemark capitule et, par le traité de Kiel, cède la Norvège à la couronne de Suède. Il rejoint la coalition et s'engage à lui apporter le concours d'une division. Bernadotte quitte Kiel le 20 janvier, laissant à Bennigsen la conduite de l'encerclement de Hambourg, et se dirige vers le Rhin inférieur avec les corps de Vorontsov, Wallmoden, Stroganov, et le corps franc Lützow ; cette armée atteint un total de 53 000 hommes.

### Entrée en Hollande et Belgique

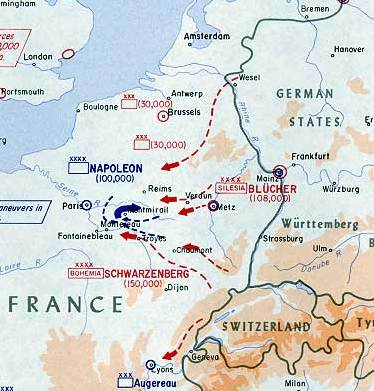
Les armées coalisées du Nord, de Silésie et de Bohême franchissent le Rhin au début de 1814.

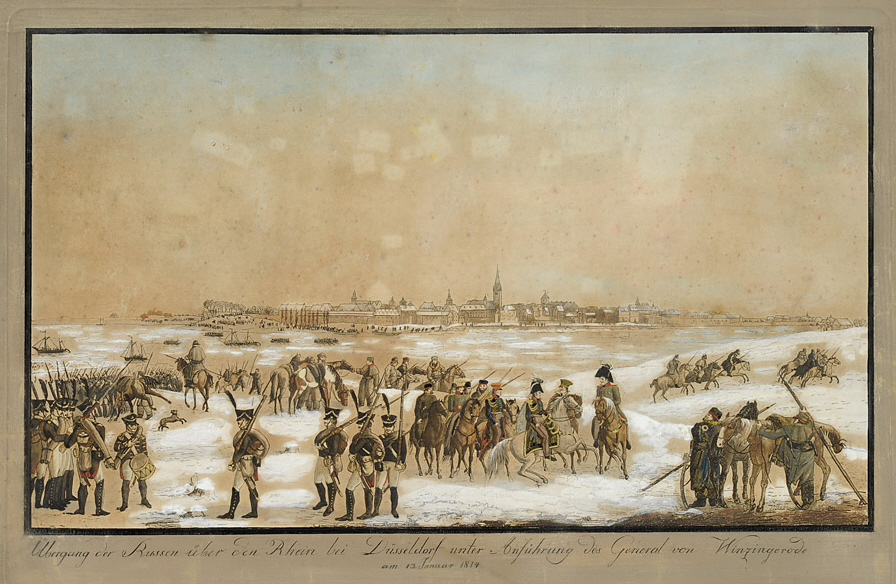
Traversée du Rhin par les troupes russes à Düsseldorf le 13 janvier 1814, estampe allemande anonyme, v. 1815.

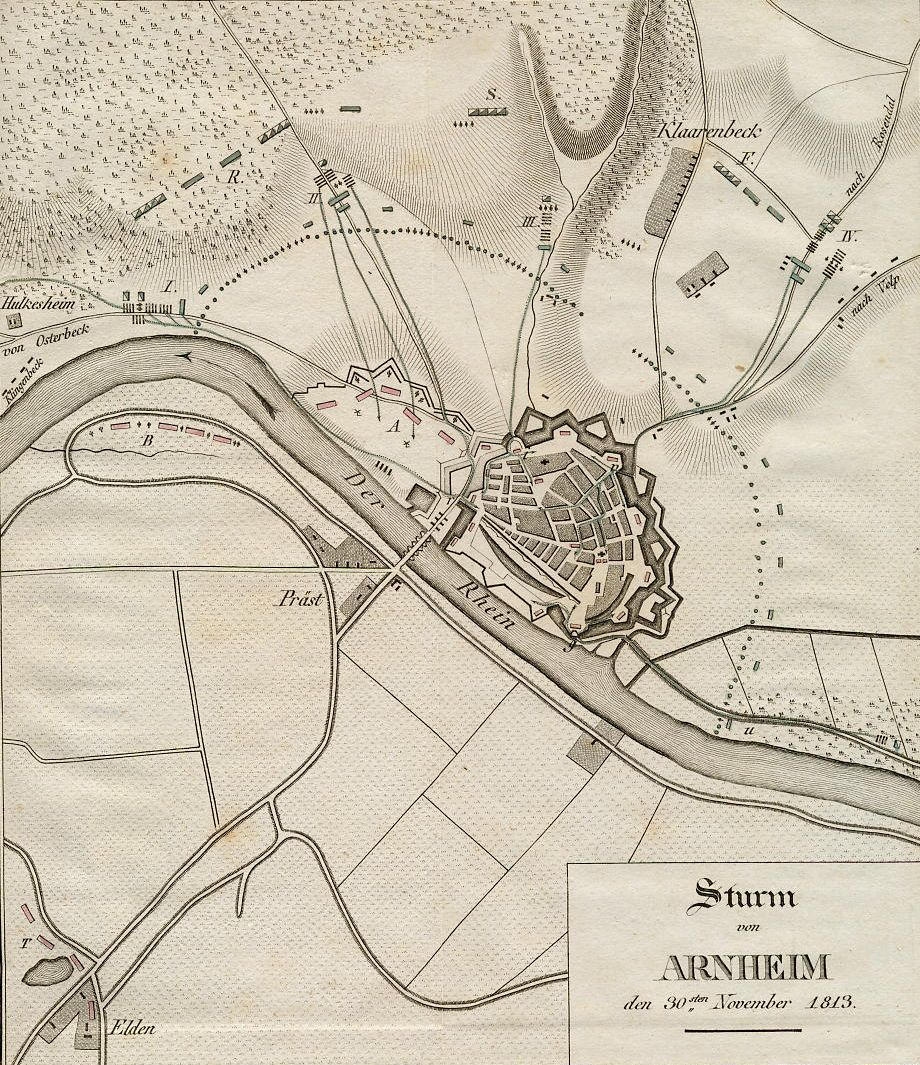
Plan de l'assaut d'Arnhem le 30 novembre 1813.

En novembre 1813, les corps de Wintzingerode et Bülow se dirigent vers le territoire de l'ancien royaume de Hollande, annexé par la France en 1810 et déjà en pleine effervescence. Le 15 novembre, l'avant-garde de Wintzingerode entre à Groningue et dans la Frise-Orientale ; le 16, Amsterdam, évacuée par la petite garnison du général Molitor, se soulève contre les Français, bientôt suivie par La Haye, Leyde, Haarlem, Dordrecht et proclame la restauration de l'indépendance hollandaise. Le 19, le détachement de cavalerie de Benckendorff franchit l'IJssel à Zwoll et se répand dans la Hollande en évitant les petites garnisons françaises. Le 20 novembre, Guillaume d'Orange, héritier des stathouders des Provinces-Unies, débarque à Scheveningen où il annonce qu'il vient pour restaurer l'indépendance de son peuple avec l'aide du Royaume-Uni et de la Russie. Le même jour, un corps de 2 400 soldats russes entre à Amsterdam ; les notables proclament Guillaume « prince souverain des Pays-Bas » et promettent une constitution. Dès le 6 décembre, Guillaume proclame la levée d'une armée nationale. Au 9 janvier 1814, celle-ci comprend 30 000 hommes de troupes de campagne, pour la plupart des prisonniers de guerre capturés par les alliés pendant la campagne d'Allemagne, plus 23 000 hommes de milice. Elle sera cependant peu opérationnelle jusqu'à la fin de la campagne. 
Bülow envoie en avant le détachement d'Oppen qui entre à Doesburg le 23 novembre ; le corps principal de Bülow prend Arnhem le 29 novembre et entre le 2 décembre à Utrecht. Le 3 décembre, la cavalerie prussienne entre à Rotterdam. Les Français se replient vers le Brabant du Nord, au sud du Waal, et ne gardent plus que quelques forteresses au nord du fleuve. Le 9 décembre, les cosaques de Benckendorff entrent à Breda, abandonnée par ses défenseurs, et le 10, à Geertruidenberg ; le même jour, les Britanniques du général Graham débarquent à Willemstad. Le 16, le corps de Bülow entreprend l'encerclement de Gorinchem (Gorkum). Les divisions Zielinski et Thümen franchissent le Waal et obligent le petit contingent français de Molitor, à se replier pour rejoindre le corps du maréchal Macdonald à Nimègue. Napoléon ordonne une contre-offensive vers Breda qui est un échec ; les Britanniques font leur jonction avec les Prussiens le 20 décembre en apportant de l'artillerie et des munitions. Les Britanniques entreprennent l'encerclement de Berg-op-Zoom, Delfzijl, Nimègue, Bois-le-Duc, Flessingue, Terwere, Walcheren, Naarden et Texel. Les Hollandais partisans de Guillaume d'Orange commencent à former des troupes aux côtés des coalisés. Au début de janvier 1814, Bülow rassemble ses forces pour entrer en  Belgique annexée par la France et prend l'offensive vers Anvers, défendue par le corps français du général Nicolas-Joseph Maison. Le 13 janvier, Bülow tente une première attaque dans la banlieue d'Anvers, sans succès. Le 26 janvier, les Prussiens prennent d'assaut Bois-le-Duc, aidés par la révolte des habitants ; la garnison française de la citadelle se rend le lendemain.
À la fin de janvier, Bülow accepte de soutenir le duc de Clarence, amiral de la flotte (futur roi Guillaume IV) qui a débarqué en Belgique avec l'intention d'attaquer Anvers pour incendier le port et l'escadre. Une attaque est menée vers Merksem à partir du 31 janvier. Dans la nuit du 2 au 3 février, les Britanniques bombardent le port ; la canonnade se poursuit pendant 3 jours en ne faisant que peu de dégâts. Finalement, les assaillants se replient le 6 février, ayant perdu 1 500 hommes contre 500 Français. 
Maison, qui ignore que Bülow s'est détourné sur Anvers, craint d'être encerclé dans Bruxelles et évacue la ville le 31 janvier. Le corps franc prussien du major Hellwig (de), détaché de l'armée de Bülow, entre à Bruxelles sans combat le 1er février 1814.  

### Réorganisation de l'armée
Un gouvernement provisoire de Belgique est mis en place le 11 février avec le duc Frédéric Auguste Alexandre de Beaufort-Spontin comme gouverneur général. Beaufort-Spontin tente, sans beaucoup de succès, de créer une Légion belge pour combattre dans les rangs de la coalition. 
Wintzingerode poursuit sa route à travers la Belgique par Liège et Namur sans rencontrer beaucoup de résistance. Arrivé à Philippeville le 5 février 1814, il lance une proclamation aux Français en faveur de Bernadotte : « Un héros français, qui a combattu anciennement pour la liberté et la gloire de la France, à qui la Suède a confié sa destinée, vient pour acquérir de nouveaux droits à votre reconnaissance, en nous conduisant à la victoire, pour vous donner le bonheur et la paix. »
Le 3e corps allemand, composé des troupes saxonnes et commandé par le duc Charles-Auguste de Saxe-Weimar, était parti de Saxe le 2 janvier pour se joindre à l'armée du Nord. Il arrive à Breda les 5 et 6 février et, avec quelques troupes hollandaises de Guillaume d'Orange, va remplacer les Prussiens devant Anvers. 
Bülow, laissant aux Britanniques du général Graham la poursuite des sièges d'Anvers et de Berg-op-Zoom, arrive à Bruxelles le 6 février ; il y reste jusqu'au 13 février pour attendre le duc de Weimar. Il lui laisse en renfort la division prussienne de Borstell et reprend la route vers le sud.
Le corps du duc de Saxe-Weimar se compose de :
- Division von Le Coq, à Bruxelles et Malines ;
- Division Gablentz, à Lier, pour compléter l'encerclement d'Anvers aux côtés du contingent britannique de Graham ;
- Division Ryssel, à Mons
- Division Borstell à Ath.

La division Thielmann les rejoint quelques jours plus tard. Le 1er corps français du général Maison, trop peu nombreux, se replie vers Lille.
Bernadotte hésite longuement à participer à l'invasion de la France. À la conférence de Trachenberg, il avait affirmé son attachement aux frontières naturelles de la France, incluant la Belgique et la rive gauche du Rhin, acquises par la République, au contraire des conquêtes de Napoléon. Autre motif qu'il confie à Louis-Victor-Léon de Rochechouart, émigré français devenu officier de liaison du tsar : « Outre la répugnance bien naturelle que j'ai à verser le sang français, j'ai une réputation à soutenir. Je ne m'abuse pas : mon sort tient à une bataille ; si je la perds, je demanderai un écu de six francs à l'Europe, personne ne me le prêterait ». 
Toujours incertain sur son avenir, Bernadotte, tout en craignant de perdre le trône de Suède, rêve secrètement à succéder à Napoléon sur celui de France. Des personnalités comme Germaine de Staël et Benjamin Constant verraient en lui un candidat idéal pour réconcilier les courants opposés de l'opinion française. Même le tsar Alexandre, en privé, n'y est pas hostile. Cependant, Bernadotte n'arrive à Cologne que le 12 février 1814 et reste à Liège, dirigeant son armée à distance, pendant que les monarques et ministres de la coalition, réunis au congrès de Châtillon, décident de la succession de Napoléon.

### Transfert des corps de Bülow et Wintzingerode

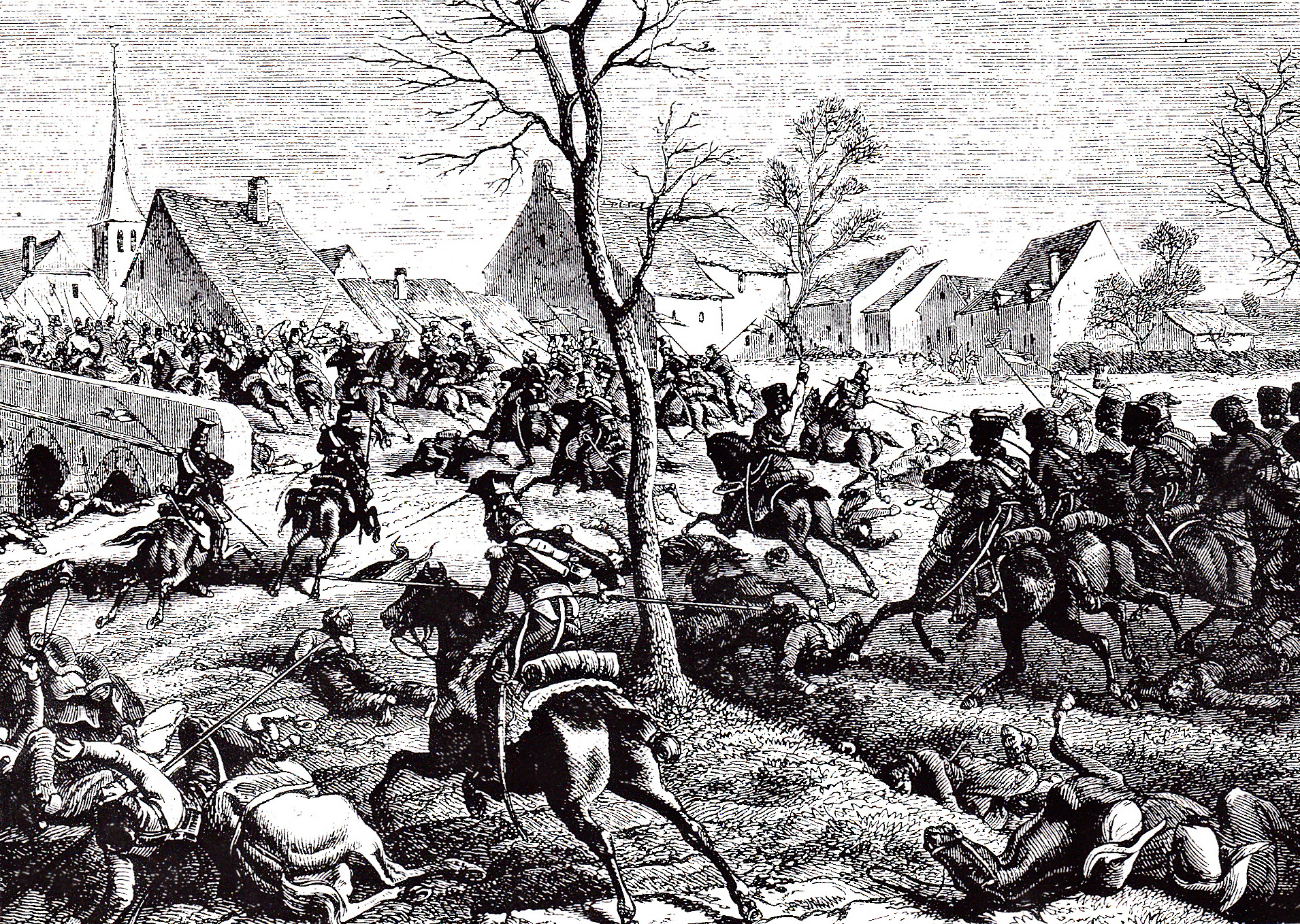
Combat de Berry-au-Bac (5 mars 1814) : les Franco-Polonais reprennent le pont sur l'Aisne, défendu par les cosaques de Wintzingerode, mais trop tard pour empêcher le repli de Blücher. Dessin de Philippoteaux (1815-1884).

Le 6 février, le corps de Wintzingerode, rejoint par celui de Vorontsov, franchit l'ancienne frontière de la France avec 14 000 fantassins et 12 000 cavaliers ; il compte faire sa jonction avec l'armée de Silésie de Blücher. Le 9 février, les cosaques de Tchernychev arrivent à Avesnes-sur-Helpe qui se rend sans résistance. Le 12, Wintzingerode occupe Laon et arrive devant Soissons, défendue par une faible garnison, essentiellement des conscrits à l'entraînement ; la ville est prise d'assaut le 14. Wintzingerode apprend alors les défaites subies par Blücher dans la campagne des Six-Jours et reçoit l'ordre de le rejoindre à Épernay ; il évacue Soissons où les troupes françaises rentrent le lendemain. Il s'établit à Reims où il est rejoint le 25 février par la brigade de Tettenborn venue du Schlesvig. 
Bülow se dirige aussi le sud par Laon. Le 27 février, La Fère se rend après un court bombardement. Les Prussiens répandent une proclamation signée du prince Charles Jean et datée d'Avesnes, bien que Bernadotte ait été à Cologne à cette date, annonçant que les alliés ne venaient pas pour combattre la France mais pour libérer les peuples opprimés par Napoléon. Une autre proclamation, signée par Bülow, cherche aussi à rassurer l'opinion française en affirmant que « les souverains ne veulent point faire de conquêtes, ils veulent rendre à chacun ce qui lui appartient » ; et le général prussien invoque l'exemple de Bernadotte :

« Un prince rempli d'honneur, un grand capitaine, un Français de naissance viendrait-il avec ses troupes en France, si ce n'était pour votre bonheur, après avoir combattu si souvent pour votre gloire? C'est à la tête de 80,000 hommes de troupes fraîches que le prince royal de Suède va arriver pour couronner de l'olivier de la paix les lauriers qu'il cueillera de nouveau au sein de sa patrie. »

Le 25 février, l'état-major de la coalition, réuni à Bar-sur-Aube, décide que les corps de Bülow et Wintzingerode feront désormais partie de l'armée de Blücher tandis que Bernadotte et le duc de Saxe-Weimar resteront en Belgique pour surveiller les garnisons françaises et protéger les lignes d'approvisionnement.
Soissons change encore de mains plusieurs fois pendant cette campagne : assiégée le 2 mars par les corps réunis de Bülow et Wintzingerode, elle capitule le lendemain. Attaquée et reprise par les Français le 5 mars, les coalisés l'assiègent encore du 20 au 31 mars sans pouvoir l'emporter ; ils se contentent ensuite d'un blocus à distance jusqu'à la fin de la guerre.

### Dernières opérations et armistice
À part les corps détachés de Bülow et Wintzingerode, l'armée du Nord participe peu aux dernières opérations de la campagne de France. Le siège d'Anvers est pratiquement stationnaire. Du 18 au 24 mars, le duc de Saxe-Weimar fait une tentative pour s'emparer de Maubeuge, sans succès ; il se replie quand Maison fait semblant de vouloir attaquer Bruxelles. Le 31 mars, Thielmann, qui mène une diversion vers Lille, subit une défaite mineure à la bataille de Courtrai. Au début d'avril, des régiments suédois, libérés par la paix avec le Danemark, viennent relever devant Anvers ceux de la Légion russo-allemande rattachés au corps de Thielmann. La division Borstell part à son tour rejoindre l'armée de Blücher qui s'approche de Paris.
Bernadotte quitte Liège le 25 mars pour se rendre incognito à Paris et évaluer ses chances d'être appelé au pouvoir en France. Au lendemain de la bataille de Paris, il assiste à l'entrée triomphale des souverains alliés et comprend qu'ils ont choisi la restauration des Bourbons. Il repart alors pour Bruxelles, tout aussi incognito.

## Fin de la guerre
Les combats en Belgique prennent fin quand les belligérants apprennent l'issue de la bataille de Paris et l'abdication de Napoléon, définitive le 13 avril 1814, qui met fin aux opérations. Un armistice est conclu en Belgique le 12 avril, laissant aux Français la possession des places qu'ils occupent. La ligne de démarcation, suit le cours de la Sambre de Landrecies à Maubeuge, puis la frontière du département du Nord jusqu'à Menin, la route de Menin à Thourout, et atteint la mer du Nord entre Ostende et Blankenberge. Le 4 mai, la garnison française évacue Anvers, laissant le port et la flotte aux Britanniques de Graham.
Bernadotte peut alors faire son entrée officielle à Paris ; évitant tout apparat militaire, il arrive le 12 avril avec une suite discrète, comprenant tout de même le maréchal Stedingk. Il en profite pour revoir quelques proches avant de repartir pour la Suède, cette fois définitivement.